# Rehburger Berge

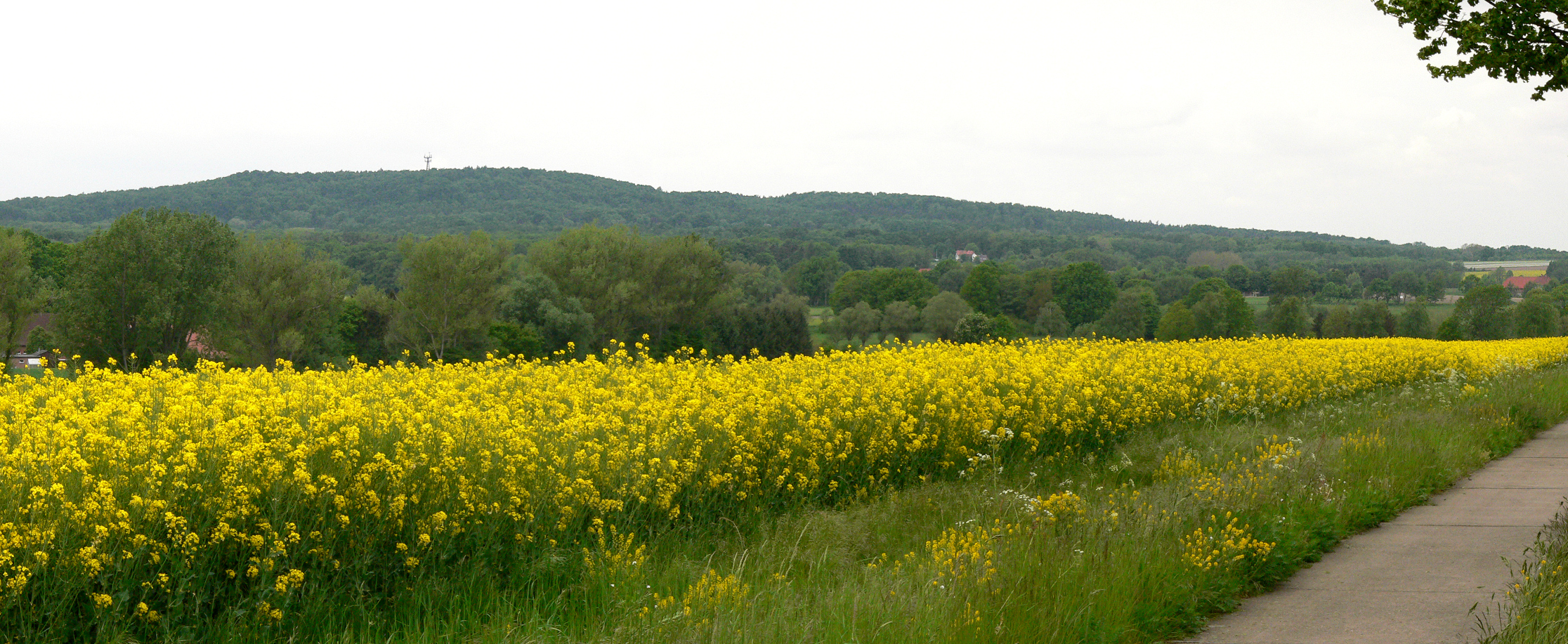
Der nördliche Bereich der Rehburger Berge mit der höchsten Erhebung Brunnenberg von Winzlar gesehen

Die Rehburger Berge sind ein bis 161,4 m ü. NHN hoher Höhenzug in den Landkreisen Nienburg und Schaumburg in Niedersachsen, Deutschland.

## Namensursprung
Die Rehburger Berge mit ihren Ausläufern erwecken den Eindruck mehrerer kleiner benachbarter Berge. Der kleine Ort Bad Rehburg war im 18. und 19. Jahrhundert ein weithin bekannter Kur- und Badeort. Daher spricht man seit Jahrhunderten von den „Rehburger Bergen“.

## Geographie

### Lage
Die Rehburger Berge erstrecken sich im Südteil des Landkreises Nienburg und im Nordteil des Landkreises Schaumburg am Südwestrand des Naturparks Steinhuder Meer. Sie liegen zwischen Rehburg-Loccum (Nordwesten), Hagenburg (im Osten) und Sachsenhagen (im Süden) und erstrecken sich nahe der namensgebenden Ortschaft Bad Rehburg. Letztere gehört wie Loccum und Rehburg sowie Münchehagen im Westen und Winzlar im Osten zu Rehburg-Loccum. Auch die Gemeinde Wölpinghausen (mit Bergkirchen) und Auhagen (mit Düdinghausen) jeweils im Süden liegen am Höhenzug. Südlich schließt sich der Schaumburger Wald und nordöstlich das Steinhuder Meer an.
Unweit nördlich der Rehburger Berge verläuft ein Abschnitt des Steinhuder Meerbachs, südlich ein solcher des Mittellandkanals, westlich ein Oberlaufabschnitt der Fulde und etwa 10 km westlich des Höhenzugs ein Mittellaufabschnitt der Weser.

### Erhebungen
Die höchste Erhebung der Rehburger Berge ist mit 161,4 m ü. NHN der Brunnenberg, auf dem der Fernmeldeturm Bad Rehburg errichtet wurde. Weitere Erhebungen sind unter anderem der Wölpinghauser Berg (136 m; mit Wilhelmsturm), ganz im Osten der Düdinghäuser Berg (121 m), der Loccumer Berg (118,7 m) und der Atgeberg (101 m).
Von den Erhebungen der Rehburger Berge reichen die Ausblicke zur Weser, zum Steinhuder Meer, Deister, Bückeberg, Schaumburger Wald, Stemweder Berg und Wiehengebirge.

## Geologie
Die durch Reliefumkehr entstandenen schüsselförmigen Rehburger Berge fallen steil nach Norden ab; ihr Südhang ist flacher gegliedert. Der Höhenzug ist im geologischen Sinn ein Sattel (Rehburger Sattel), der aus Festgestein aufgebaut ist.
Die Aufwölbung des Sattels entstand durch Bewegung von Malm-Salzen (nicht Zechstein-Salz) im tieferen Untergrund, die die überlagernden, jüngeren Festgesteinschichten nach oben gedrückt haben. In späterer Zeit sind dann die weicheren Gesteine im Sattelkern (Ton und Mergelsteine, Oberjura) herausgewittert, so dass eine morphologische Senke entstand (Reliefumkehr). Die verwitterungsresistenteren Sandsteine (Wealdensandsteine der Unterkreide) bilden die Flanken des Sattels und rufen einen schüsselförmigen Höhenrücken hervor.
Im Wealdensandstein gibt es Kohleeinschlüsse von geringer Mächtigkeit und Qualität. Nach 1945 wurde die Kohle teilweise abgebaut.
Sandstein wurde in Düdinghausen und im größeren Umfang bei Münchehagen abgebaut.
Die Rehburger Berge sind mit einem Buchen-Fichten-Mischwald bewachsen und von großen Moor- und Niederungsgebieten umgeben. Von den vielen kleinen Bächen und Rinnsalen, die den Höhenzug entwässern, sind hier nur die Hülsebeeke im Westen bei Loccum und der Winzlaer Grenzgraben im Westen zu nennen.

## Sehenswürdigkeiten

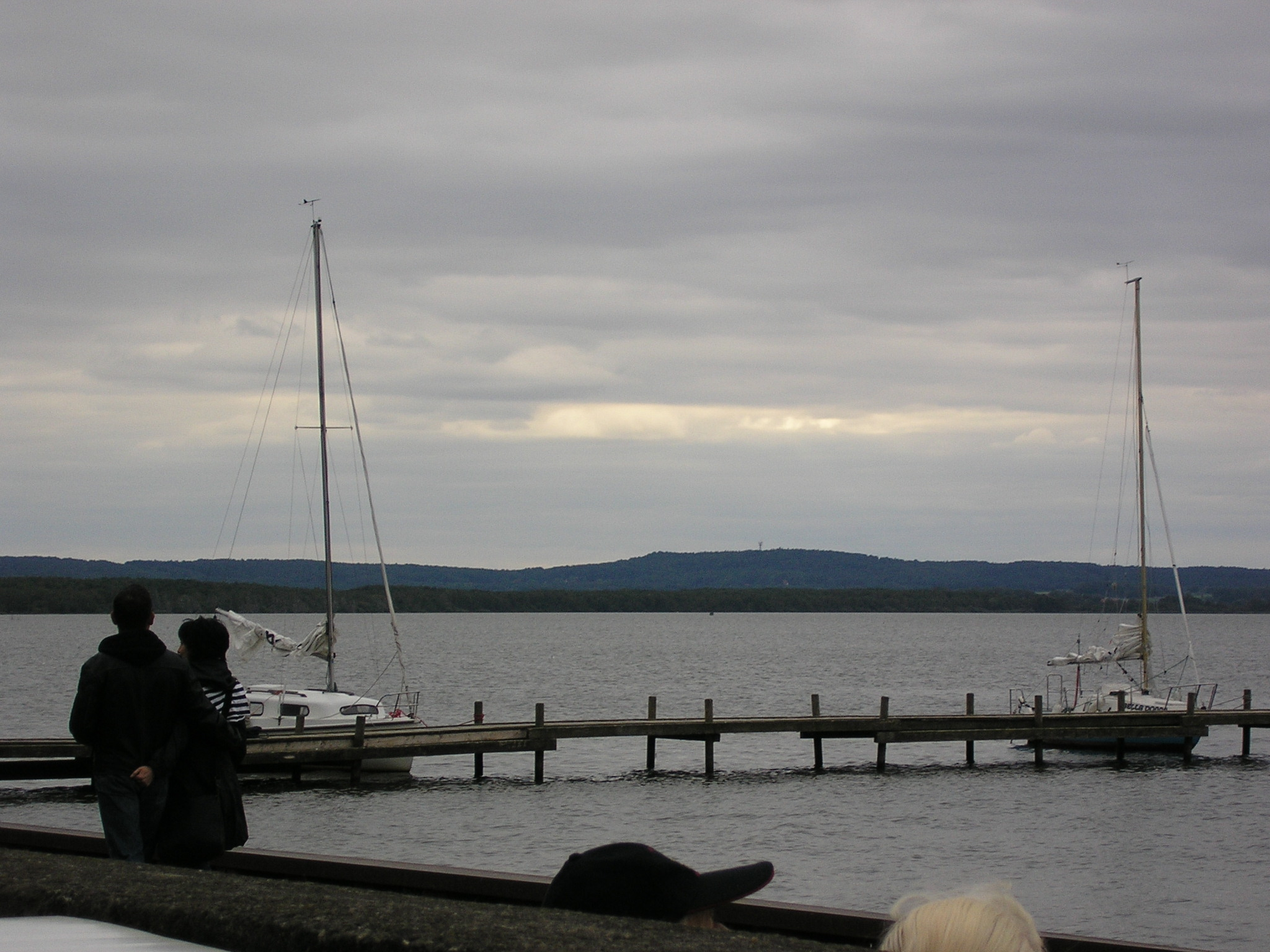
Rehburger Berge vom Südufer des Steinhuder Meeres bei Steinhude gesehen

Zu den Sehenswürdigkeiten der Rehburger Berge gehören:
- Dinosaurier-Park Münchehagen: Vielzahl von Riesensaurier-Fährten bei Münchehagen
- 850-jähriges Zisterzienser-Kloster Loccum, 1163 gegründet, mit der weithin sichtbaren spätromanischen Kirche aus dem 13. Jahrhundert
- ökologische Schutzstation Steinhuder Meer (ÖSSM) in Winzlar
- Wilhelmsturm auf dem Wölpinghäuser Berg, 1848 erbaut
- Holländer-Windmühle bei Bergkirchen, ca. 1850 bis 1955 in Betrieb
- Evangelische St.-Katharinen-Kirche in Bergkirchen, erbaut um 1150
- Steinbruch und Kohleschacht bei Düdinghausen
- Historische Kuranlagen Bad Rehburg aus der Zeit der Romantik
- Friederikenkapelle Bad Rehburg
- Bodenreste des Stifts Asbeke, einer ehemaligen Klosteranlage nahe der Wüstung Asbeke aus dem 11. Jahrhundert
- Düsselburg, Ringwallanlage vermutlich aus dem Frühmittelalter, 3 km nordwestlich von Rehburg